# جيرالد مكارثي
جيرالد مكارثي (بالإنجليزية: Gerald McCarthy)‏ هو ناشط سلام وشاعر أمريكي، ولد في 1947 في إنديكوت في الولايات المتحدة.